# Woldemar von Trotha
Franz Woldemar Albrecht von Trotha (* 4. Oktober 1797 in Querfurt; † 2. November 1859 in Berlin) war ein preußischer Generalleutnant.

## Leben

### Herkunft
Woldemar war ein Sohn des sächsischen Oberstleutnants Wolf Heinrich von Trotha (1772–1855) und dessen Ehefrau Luise Friederike Karoline, geborene Schomburg († 1834).

### Militärkarriere
Trotha besuchte die Ritterakademie in Dresden und trat Mitte November 1813 dem Freikorps der Freiwilligen Sachsen bei. Bis Ende September 1814 stieg er zum Premierleutnant auf und nahm im Jahr darauf am Sommerfeldzug teil.
Nach dem Krieg wechselte Trotha in die Preußische Armee und wurde am 5. September 1815 als Premierleutnant im 1. Obersächsischen Landwehr-Infanterie-Regiment angestellt. Am 18. März 1816 wurde er dem 16. Infanterie-Regiment aggregiert. Am 10. April 1816 wurde er dann zum Halleschen Grenadier-Landwehr-Bataillon und Ende Februar 1819 zur 1. Garde-Landwehr-Brigade kommandiert. Ende März 1821 folgte seine Versetzung in die Adjutantur und ein Jahr später die Beförderung zum Kapitän. Am 30. März 1833 wurde Trotha Adjutant der 14. Division in Düsseldorf. Am 30. März 1835 trat er mit der Ernennung zum Kompaniechef im 20. Infanterie-Regiment in den Truppendienst zurück und übernahm als Major am 30. März 1836 das I. Bataillon  im 6. Landwehr-Regiment. Am 30. März 1844 wurde er als Bataillonskommandeur in das 25. Infanterie-Regiment versetzt und avancierte Ende März 1846 zum Oberstleutnant. Trotha wurde am 9. März 1848 zunächst mit der Führung des 30. Infanterie-Regiments beauftragt, am 7. März 1848 zum Regimentskommandeur ernannt und am 8. Mai 1849 zum Oberst befördert. Als solcher wurde er am 25. September 1849 zum Kommandanten von Saarlouis ernannt und am 12. Oktober 1849 dem 30. Infanterie-Regiment aggregiert.
Am 4. Mai 1850 wurde er dann Kommandeur des 4. Infanterie-Regiments und in dieser Eigenschaft am 6. August 1851 mit dem Roten Adlerorden III. Klasse mit Schleife ausgezeichnet. Vom 22. September bis zum 1. Dezember 1851 war Trotha Kommandeur der 10. Infanterie-Brigade, anschließend der 10. Landwehr-Brigade, sowie ab dem 4. Mai 1852 der 20. Infanterie-Brigade in Posen. Am 22. März 1853 wurde er zum Generalmajor befördert und am 26. Juni 1856 als Kommandeur der 3. Garde-Infanterie-Brigade nach Berlin versetzt. Krankheitsbedingt musste Trotha seinen Abschied einreichen, der ihm am 7. März 1857 unter Verleihung des Charakters als Generalleutnant mit Pension bewilligt wurde.
Er starb am 2. November 1859 in Berlin und wurde am 5. November 1859 auf den Alten Garnisonfriedhof beigesetzt.
Sein Regimentskommandeur schrieb 1847 in seiner Beurteilung: „Ein wissenschaftlich gebildeter, tüchtiger praktischer Offizier von vieler Umsicht und Gewandtheit, der mit dem regsten Eifer seinen Berufspflichten nachzukommen strebt und dadurch als Vorbild auf seinen Untergebenen vorteilhaft einwirkt. Er füllt seinen Wirkungskreis vollkommen aus, wovon der gute kriegstüchtigen Zustand des Bataillons rühmlich Zeugnis gibt. Beim Manövrieren zeigt er viel Umsicht und richtiges Urteil. Von streng moralischer Führung und gutfundierten finanziellen Verhältnissen eignet er sich bei seiner Brauchbarkeit zur Beförderung außer der Tour.“

### Familie
Trotha heiratete am 24. Mai 1837 in Schönbrunn Agnes von Schindel (1818–1866), eine Tochter des Oberhofgerichtsrates Carl Otto Gustav von Schindel auf Lehne und Prälat in Wurzen. Er war der Bruder von Carl Wilhelm Otto August von Schindel. Das Paar hatte mehrere Kinder:
- Wolf Otto Thilo Woldemar (1838–1841)
- Wolf Otto Woldemar (1842–1889)
- Hans Rudolf Otto Woldemar (1843–1920), Major a. D., Mitbesitzer von Obhausen-St.Petri ⚭ 1879 Emma Möller (1850–1922)
- Marie Luise Ottonie Agnes (1846–1914) ⚭ 2. Mai 1875 Friedrich Wilhelm Hermann von Seydlitz und Ludwigsdorf (1845–1893), Oberst